# Samo bježi (televizijska serija)
Samo bježi (engleski: Then You Run) je britansko-njemačka triler televizijska miniserija temeljena na njemačkom romanu "Du" (engleski "You") (2014.) Zorana Drvenkara, koju je Ben Chanan prilagodio za britansku streaming platformu Sky Max. Serija je premijerno prikazana 7. srpnja 2023. U Hrvatskoj serija se prikazuje na streming platformi Voyo od 16. siječnja 2024.

## Glumačka postava
- Leah McNamara kao Tara O'Rourke
- Yasmin Monet Prince kao Ruth
- Vivian Oparah kao Stink
- Isidora Fairhurst kao Nessi
- Christian Rubeck kao the Traveller
- Cillian O'Sullivan kao Orin
- Darren Cahill kao Darian
- Francis Magee kao Turi
- Richard Coyle kao Reagan

## Pregled serije
U Hrvatskoj serija se prikazuje svaki danom na streming platformi Voyo od 16. siječnja 2024.
| Sezona | Sezona | Epizoda | SAD prikazivanje | SAD prikazivanje   | Hrvatsko prikazivanje | Hrvatsko prikazivanje |
| Sezona | Sezona | Epizoda | Premijera        | Finale             | Premijera             | Finale                |
| ------ | ------ | ------- | ---------------- | ------------------ | --------------------- | --------------------- |
|        | 1      | 8       | 7. srpnja 2023.  | 25. kolovoza 2023. | 16. siječnja 2024.    | 23. siječnja 2024.    |

## Produkcija
U veljači 2020. objavljeno je da je Sky naručio osmodijelnu adaptaciju romana Zorana Drvenkara "You", autora Bena Chanana iz produkcijske kuće Kudos. Chanan bi također bio izvršni producent zajedno s Karen Wilson i Katie McAleese iz produkcijske kuće MadeFor; Kara Manley i Serena Thompson iz produkcijske kuće Sky Studios; i Derek Ritchie kao producent. Njemačka tvrtka MadeFor ukrcala se u produkciju kao koproducent. Njemački filmski fond (GMPF) također je osigurao financijska sredstva za projekt. Snimanje je krenulo u lipnju 2021.

## Vanjske poveznice
- Službena stranica serije, televizijske produkcijske kuće Kudos
- Then You Run u internetskoj bazi filmova IMDb-a